# Puente de la Universidad (Lérida)
El puente de la Universidad es uno de los cinco puentes de Lérida (Cataluña, España) que cruza el río Segre.

## Historia
A principios de 1991 se anunció la construcción del tercer puente sobre el río Segre en Lérida. La obra se justificó por la gran presión circulatoria que sufrían los dos puentes existentes y en la voluntad de favorecer la integración del margen izquierdo al resto de la ciudad. Su financiación fue a cargo de la Generalidad de Cataluña y La Paeria.
Además, el puente acontecería el principal punto de acceso al futuro Campus de Cappont de la UDL.
El 31 de agosto de 1992 un incendio destruyó el encofrado de madera de las obras, cosa que supuso un atraso en la entrega del puente y un recargo al presupuesto de 7 millones de pesetas.
Existe cierta discusión sobre como se habría de denominar el nuevo puente. El Gobierno deseaba el nombre Pont de la Generalitat porque eran los principales inversores, pero el Ayuntamiento lo rechazó. Posteriormente se propuso el nombre Pont de Catalunya, en referencia a la próxima Avenida de Cataluña, pero finalmente la denominación escogida fue Pont de la Universitat.
El presidente de la Generalitat Jordi Pujol y el alcalde de Lérida Antoni Siurana inauguraran oficialmente el puente el 20 de febrero de 1993.

## Transportes urbanos
En este puente hacen parada las siguientes líneas de autobús:
- 9 Hospitales
- 12 C. Histórico - Univ
- 13 Cappont
- LP Polígonos
- 17 Bordeta-Ciudad Jardín
- 19 Butsènit